# Herbert Beckert

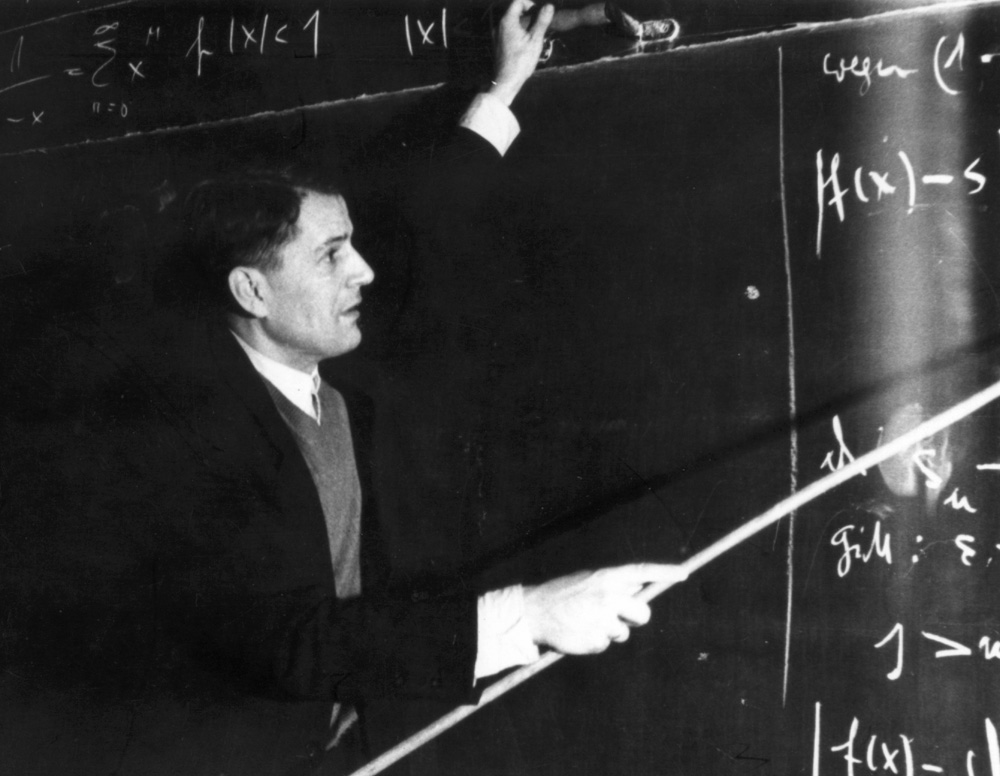
Herbert Beckert bei einer Vorlesung (um 1957)

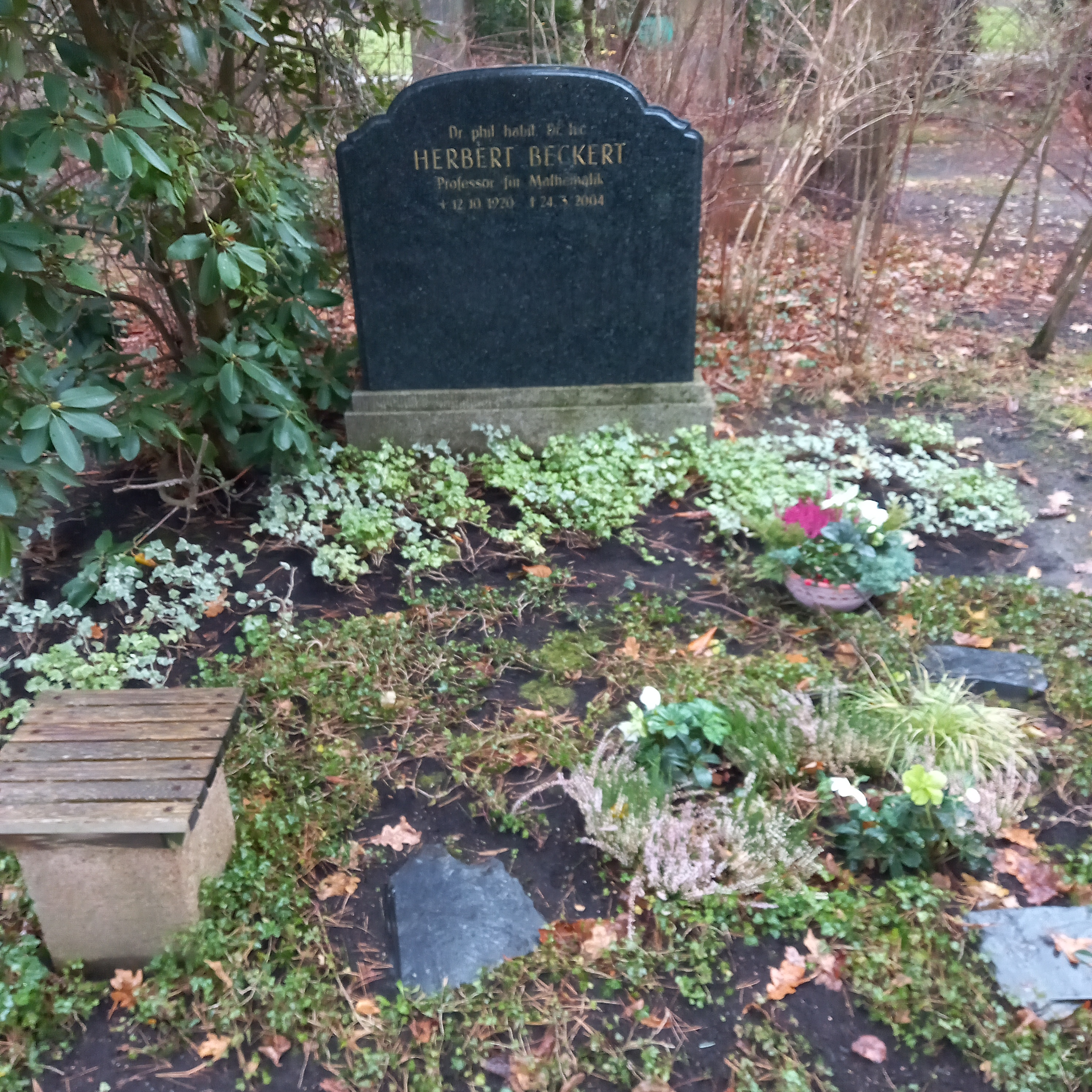
Das Grab von Herbert Beckert auf dem Südfriedhof (Leipzig)

Ewald Herbert Beckert (* 12. Oktober 1920 in Colmnitz; † 24. März 2004 in Markkleeberg) war ein deutscher Mathematiker.

## Leben
Herbert Beckert studierte an der Technischen Hochschule Dresden und der Universität Leipzig Physik und Mathematik.
Nach dem Staatsexamen im Jahr 1946 wurde er Wissenschaftlicher Assistent am Mathematischen Institut der Universität Leipzig. Im Jahr 1947 wurde er bei Ernst Hölder mit der Dissertation Existenz- und Eindeutigkeitsbeweise für das Differenzenverfahren zur Lösung des Anfangswertproblems, des gemischten Anfangs-, Randwert- und des charakteristischen Problems einer hyperbolischen Differentialgleichung 2. Ordnung mit zwei unabhängigen Variablen zum Dr. phil. promoviert. Der Titel seiner Arbeit zur Habilitation 1950 lautete Über quasilineare hyperbolische Systeme partieller Differentialgleichungen erster Ordnung mit zwei unabhängigen Variablen. Das Anfangswertproblem, die gemischte Anfangs-Randwertaufgabe, das charakteristische Problem.
1949 wurde Beckert Dozent, 1951 Professor mit vollem Lehrauftrag und 1958 Professor mit Lehrstuhl. Seit 1958 war er Direktor des Mathematischen Instituts der Universität Leipzig, bis das Institut 1969 aufgelöst wurde. An der neu gebildeten Sektion Mathematik war er Stellvertretender Direktor für Forschung. Er leitete die Forschungsgruppe Analysis I.
Im Jahr 1986 wurde Beckert im Alter von 65 Jahren emeritiert.
Zu seinen Schülern gehören Klaus Beyer, Hans-Joachim Girlich, Alfred Göpfert und Eberhard Zeidler.
Herbert Beckert war verheiratet und hatte drei Kinder, er wohnte zuletzt in Markkleeberg bei Leipzig. Er wurde auf dem Südfriedhof Leipzig beigesetzt.

## Ehrungen
- 1965 wurde Beckert für seine Arbeiten auf dem Gebiet der partiellen Differentialgleichungen mit dem Nationalpreis der DDR ausgezeichnet.
- 1978 erhielt er den Ehrentitel Verdienter Hochschullehrer der DDR.
- 1986 wurde er von der Technischen Universität Karl-Marx-Stadt zum Ehrendoktor ernannt.

## Mitgliedschaften
- 1969 wurde er Mitglied der Deutschen Akademie der Naturforscher Leopoldina.
- Am 17. Oktober 1975 wurde er als ordentliches Mitglied in die Sächsische Akademie der Wissenschaften aufgenommen.

## Schriften
- mit Horst Schumann (Hrsg.): 100 Jahre Mathematisches Seminar der Karl-Marx-Universität Leipzig. Deutscher Verlag der Wissenschaften, Berlin 1981.